# If I Believe
If I Believe è il quarto album in studio della cantante giapponese Mai Kuraki, pubblicato nel 2003.

## Tracce
Testi di Mai Kuraki eccetto tracce 9 (coscritta con Michael Africk) e 11 (coscritta con Tokiko Nishimuro).
1. If I Believe – 3:43
2. Time After Time (Hana Mau Machi de) (Theater Version) – 4:12
3. Kaze no La La La – 4:22
4. Kiss – 4:36
5. Mi Corazón – 4:14
6. I Don't Wanna Lose You – 4:06
7. Make My Day (Album Version) – 3:57
8. Same – 3:59
9. Just a Little Bit – 4:31
10. You Are Not the Only One – 4:02
11. Tonight, I Feel Close to You (Duetto con Stefanie Sun) – 4:05